# Aziatische kampioenschappen schaatsen 2008
De Aziatische kampioenschappen schaatsen 2008 werden op 29 en 30 december 2007 op de kunstijsbaan Bayi Speed Skating Oval te Shenyang (provincie Liaoning), China gehouden.
Deze kampioenschappen bestonden uit een allround- en een afstandendeel. Het allrounddeel was de negende editie van de Continentale kampioenschappen schaatsen voor Azië; tegelijkertijd vonden de Aziatische kampioenschappen schaatsen afstanden plaats. De 1500 meter en de lange afstanden werden maar eenmaal verreden en telden zowel als afstandskampioenschap als voor het allroundkampioenschap.
Vanaf de editie van 1999 was het aantal deelnemers aan het WK Allround door de ISU op 24 deelnemers vastgesteld. De startplaatsen werden voortaan per continent verdeeld. Voor Europa werd het EK Allround tevens het kwalificatietoernooi voor het WK Allround. Voor Azië en Noord-Amerika & Oceanië worden er sinds 1999 speciaal kwalificatietoernooien voor georganiseerd door de ISU. In 2008 namen er uit Azië drie mannen en vier vrouwen deel aan het WK Allround.

## Mannentoernooi

### Allround
Er namen dertien mannen aan deze editie deel. Vier uit China en Japan, drie uit Kazachstan en twee uit Zuid-Korea. De Japanner Hiroki Hirako werd voor de tweede keer de winnaar van dit Continentaal kampioenschap. De drie startplaatsen gingen dit jaar naar Japan, Zuid-Korea en China. Hiroki Hirako, Choi Kwun-won (tweede) en Song Xingyu (derde) namen deel aan het WK Allround.
| Rang   | Schaatser          | Land       | Punten  | 500m       | 5000m        | 1500m        | 10.000m       |
| ------ | ------------------ | ---------- | ------- | ---------- | ------------ | ------------ | ------------- |
| Goud   | Hiroki Hirako      | Japan      | 156,694 | 38,05 (9)  | 6.40,02 (1)  | 1.52,54 (4)  | 13.47,99 (1)  |
| Zilver | Choi Kwun-won      | Zuid-Korea | 157,621 | 37,29 (2)  | 6.45,58 (2)  | 1.51,86 (1)  | 14.09,74 (3)  |
| Brons  | Song Xingyu        | China      | 158,246 | 37,95 (7)  | 6.47,02 (3)  | 1.52,97 (7)  | 13.58,76 (2)  |
| 4      | Dmitri Babenko     | Kazachstan | 158,689 | 38,00 (8)  | 6.48,24 (4)  | 1.51,92 (2)  | 14.11,18 (4)  |
| 5      | Yeo Sang-yeop      | Zuid-Korea | 158,856 | 37,72 (6)  | 6.49,80 (5)  | 1.52,33 (3)  | 14.14,27 (5)  |
| 6      | Cheng Yue          | China      | 160,283 | 37,52 (4)  | 7.00,77 (8)  | 1.52,66 (5)  | 14.22,66 (8)  |
| 7      | Masashi Michishita | Japan      | 161,520 | 38,88 (11) | 6.51,90 (6)  | 1.55,16 (10) | 14.21,29 (7)  |
| 8      | Teppei Mori        | Japan      | 162,547 | 39,65 (12) | 6.52,77 (7)  | 1.56,71 (12) | 14.14,34 (6)  |
| 9      | Shingo Hashibami   | Japan      | 163,532 | 38,21 (10) | 7.06,42 (9)  | 1.55,82 (11) | 14.41,49 (9)  |
| 10     | Jin Xin            | China      | 163,891 | 37,46 (3)  | 7.10,49 (10) | 1.53,78 (9)  | 15.09,12 (10) |
| 11     | Sergej Melekhov    | Kazachstan | 173,122 | 41,33 (13) | 7.25,76 (12) | 2.01,19 (13) | 15.36,41 (11) |
| -      | Aleksej Zjigin     | Kazachstan | 118,719 | 37,28 (1)  | 7.15,43 (11) | 1.53,69 (8)  | ns            |
| -      | Gao Xuefeng        | China      | 75,290  | 37,71 (5)  | diskw.       | 1.52,74 (6)  | ns            |

Vet gezet is kampioenschapsrecord

### Afstanden
| Afstand | Goud          | Zilver        | Brons          |
| ------- | ------------- | ------------- | -------------- |
| 2×500m  | Zhang Zhongqi | Mun Joon      | Yu Fengtong    |
| 1000m   | Mun Joon      | Lee Jong-woo  | Mo Tae-bum     |
| 1500m   | Lee Jong-woo  | Mun Joon      | Dmitri Babenko |
| 5000m   | Hiroki Hirako | Choi Kwun-won | Song Xingyu    |
| 10.000m | Hiroki Hirako | Song Xingyu   | Choi Kwun-won  |

## Vrouwentoernooi

### Allround
Er namen tien vrouwen aan deze editie deel. Vier uit China en Japan en één uit Kazachstan en Zuid-Korea. De Japanse Maki Tabata werd voor de zesde keer de winnares van dit Continentaal kampioenschap. De vier startplaatsen waren door Japan (3) en China (1) gerealiseerd. De derde Japanse, Hiromi Otsu, nam niet deel aan het WK Allround en uiteindelijk nam geen landgenote maar de Zuid-Koreaanse Lee Ju-youn de vierde startplaats voor Azië in.
| Rang   | Schaatsster      | Land       | Punten  | 500m       | 3000m        | 1500m        | 5000m       |
| ------ | ---------------- | ---------- | ------- | ---------- | ------------ | ------------ | ----------- |
| Goud   | Maki Tabata      | Japan      | 169,016 | 40,47 (5)  | 4.18,10 (2)  | 2.02,16 (1)  | 7.28,10 (2) |
| Zilver | Eriko Ishino     | Japan      | 169,257 | 41,91 (9)  | 4.13,26 (1)  | 2.04,18 (5)  | 7.17,44 (1) |
| Brons  | Wang Fei         | China      | 169,385 | 40,18 (3)  | 4.18,85 (5)  | 2.02,98 (2)  | 7.30,71 (5) |
| 4      | Hiromi Otsu      | Japan      | 170,897 | 41,55 (8)  | 4.18,56 (4)  | 2.04,07 (4)  | 7.28,98 (4) |
| 5      | Xu Jinjin        | China      | 171,964 | 40,35 (4)  | 4.25,46 (11) | 2.03,40 (3)  | 7.42,38 (8) |
| 6      | Gao Yang         | China      | 172,074 | 40,11 (2)  | 4.24,89 (10) | 2.05,93 (7)  | 7.38,40 (7) |
| 7      | Masako Hozumi    | Japan      | 173,573 | 42,51 (10) | 4.20,64 (6)  | 2.06,03 (8)  | 7.36,13 (6) |
| 8      | Natalja Ribakova | Kazachstan | 174,940 | 41,30 (7)  | 4.24,71 (9)  | 2.06,87 (9)  | 7.52,32 (9) |
| -      | Ji Jia           | China      | 125,824 | 39,96 (1)  | 4.24,11 (7)  | 2.05,54 (6)  | ns          |
| -      | Lee So-yeon      | Zuid-Korea | 129,956 | 43,00 (11) | 4.24,46 (8)  | 2.08,64 (10) | ns          |

Vet gezet is kampioenschapsrecord

### Afstanden
| Afstand | Goud         | Zilver      | Brons        |
| ------- | ------------ | ----------- | ------------ |
| 2×500m  | Zhang Shuang | Xing Aihua  | Yu Jing      |
| 1000m   | Yu Jing      | Jin Peiyu   | Zhang Shuang |
| 1500m   | Maki Tabata  | Wang Fei    | Xu Jinjin    |
| 3000m   | Eriko Ishino | Maki Tabata | Hiromi Otsu  |
| 5000m   | Eriko Ishino | Maki Tabata | Lee So-yeon  |

1994 Sapporo · 
1995 Ulaanbaatar · 
1997 Obihiro · 
1998 Obihiro · 
2000 Ulaanbaatar · 
2001 Harbin · 
2004 Chuncheon · 
2005 Ikaho · 
2007 Changchun · 
2008 Shenyang · 
2009 Tomakomai · 
2010 Obihiro · 
2011 Harbin · 
2012 Astana · 
2013 Changchun · 
2014 Tomakomai · 
2015 Changchun